# Аккайин (Саркандський район)
Аккайи́н (каз. Аққайың) — село у складі Саркандського району Жетисуської області Казахстану. Входить до складу Черкаського сільського округу.
У радянські часи село називалось Ленінка або Леніна.
Населення — 210 осіб (2021; 292 у 2009, 381 у 1999, 513 у 1989).